# Koninklijke Manege van Hongarije
De Koninklijke Manege van Hongarije is een manege in Boedapest die gebouwd werd tussen 1899-1902. De manege is direct gelegen naast de Burcht van Boeda  in de Burchtwijk Na te zijn gesloopt in 1950 na oorlogsschade, werd het herbouwd als onderdeel van het Nationaal Hauszmannprogramma tussen 2016 en 2019. Tegenwoordig dient het als evenementenlocatie.

## Geschiedenis
Door de Oostenrijks-Hongaarse ausgleich van 1867 werd Boedapest, formeel de tweede hoofdstad van de Donaumonarchie. Dit vereiste een goede koninklijke vertegenwoordiging in Boedapest. Voor dit doel werden het kasteelpaleis en de omgeving onder leiding van de architecten Miklós Ybl en Alajos Hauszmann royaal uitgebreid en werd een prachtige rijhal gebouwd.
Tijdens de Tweede Wereldoorlog liep de rijhal aanzienlijke maar geen fatale schade op, maar het communistische regime besloot in 1950 om deze om politieke redenen te slopen.
De reconstructie is uitgevoerd volgens de oorspronkelijke plannen van de originele ontwerper Alajos Hauszmann. De bouw is in september 2019 opgeleverd.

## Afbeeldingen

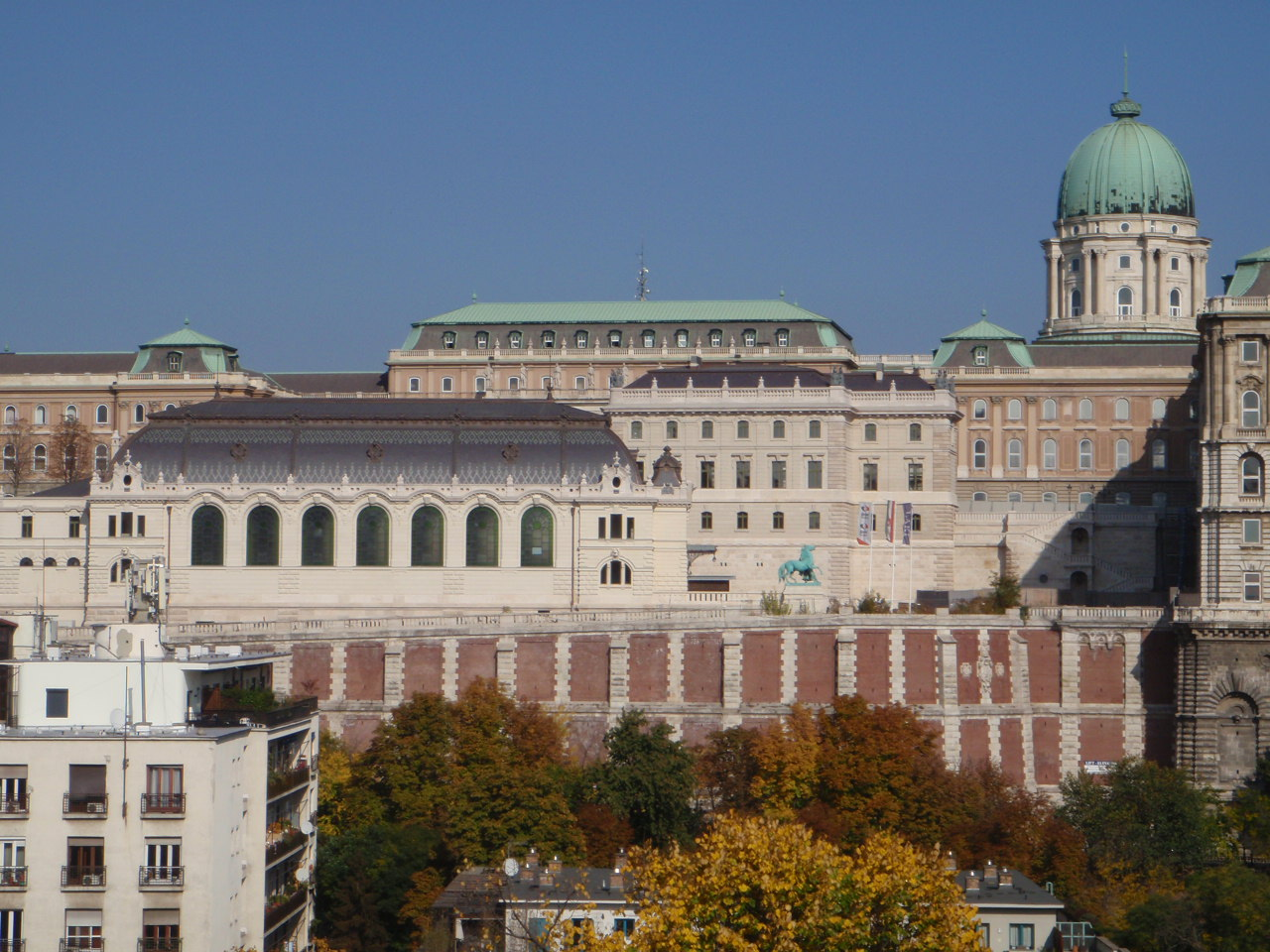
De Koninklijke Manege en op de achtergrond de Hoofdwacht (Boedapest) en de Burcht van Boeda, gefotografeerd vanaf de Waterwijk, waarop ook de herstelde Citadelmuur te vinden is
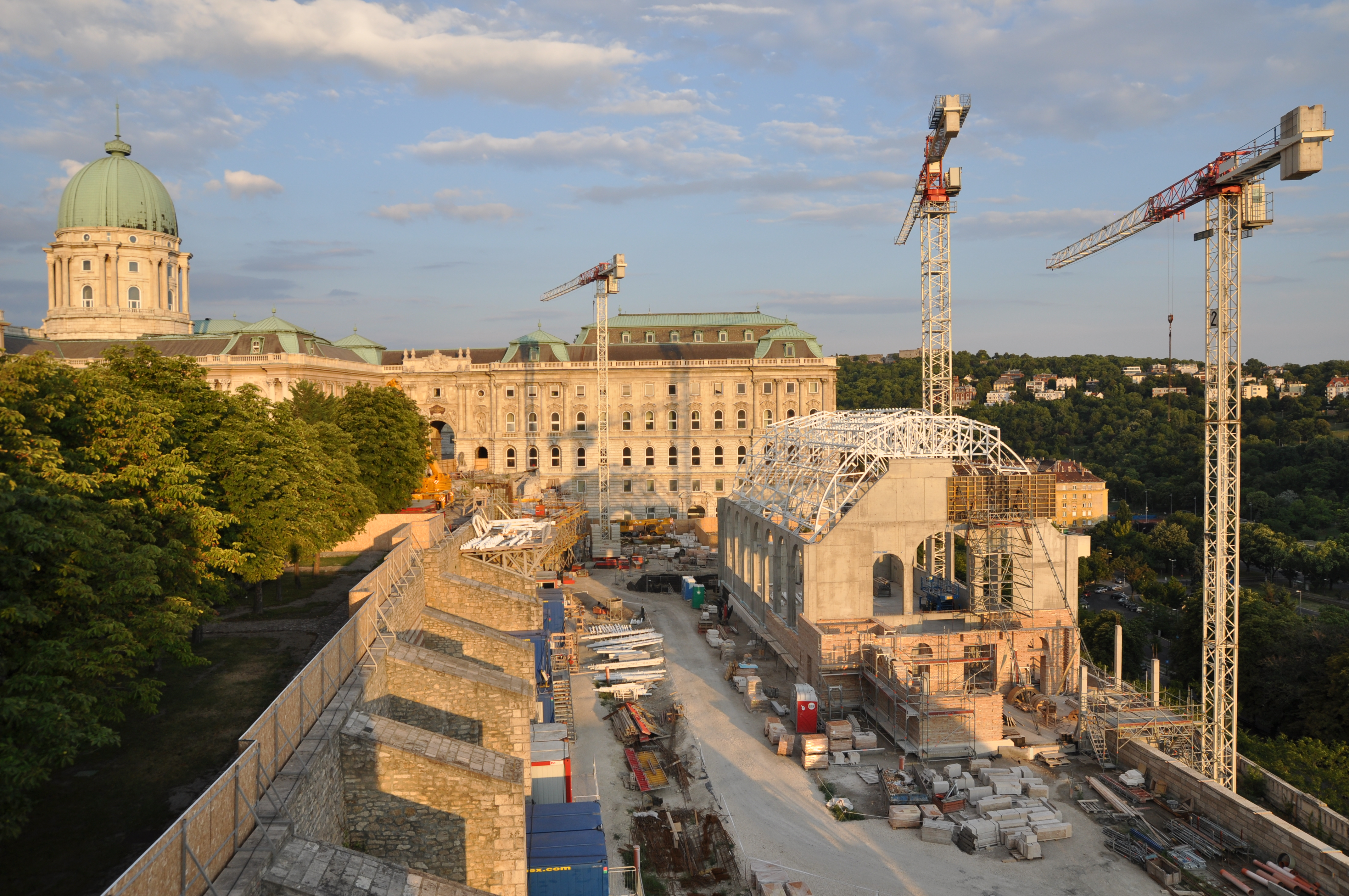
De nog in herbouwende staat verkerende Koninklijke Manege
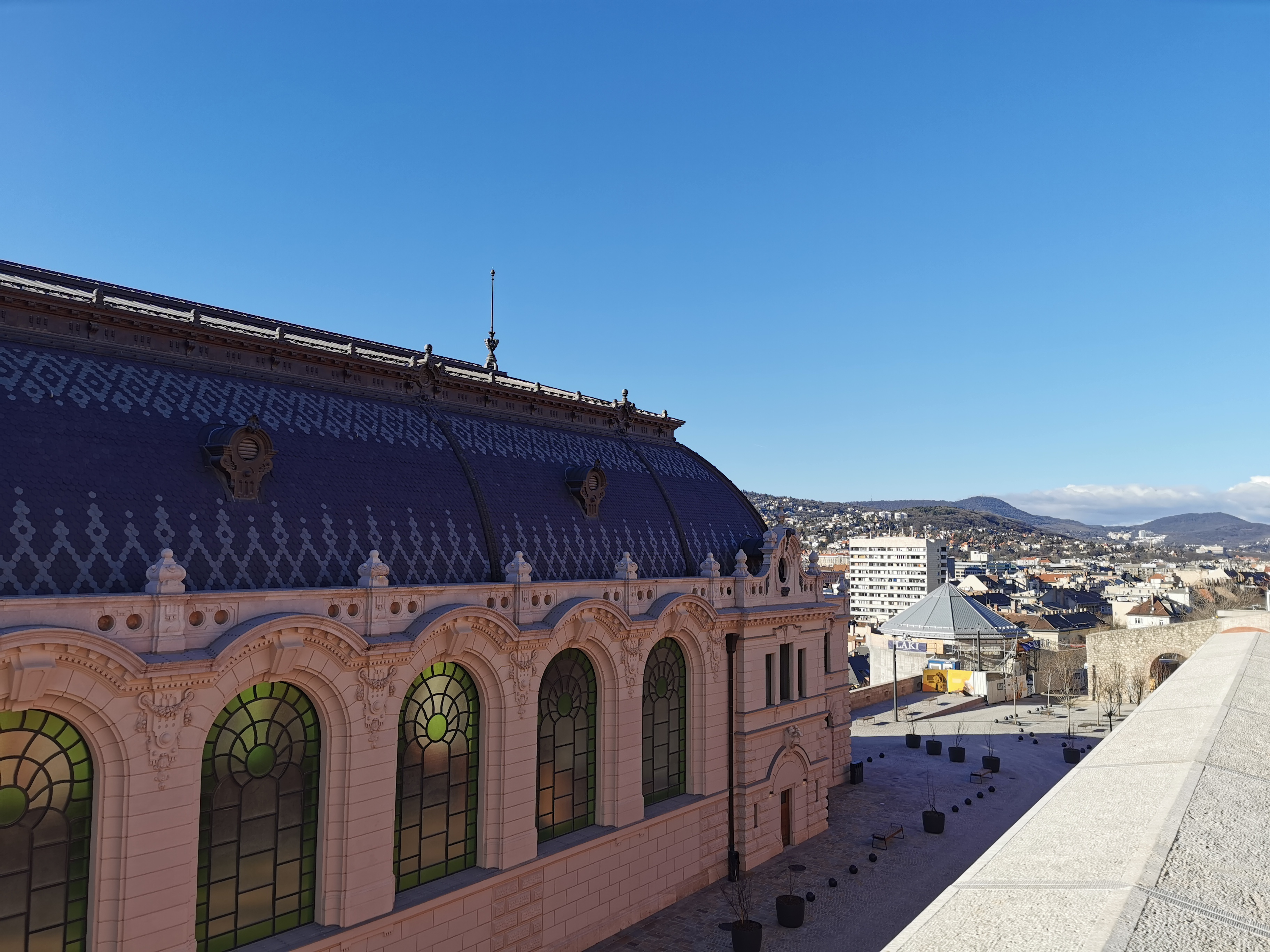
Een van de zijgevels van de manege met glas-in-loodramen
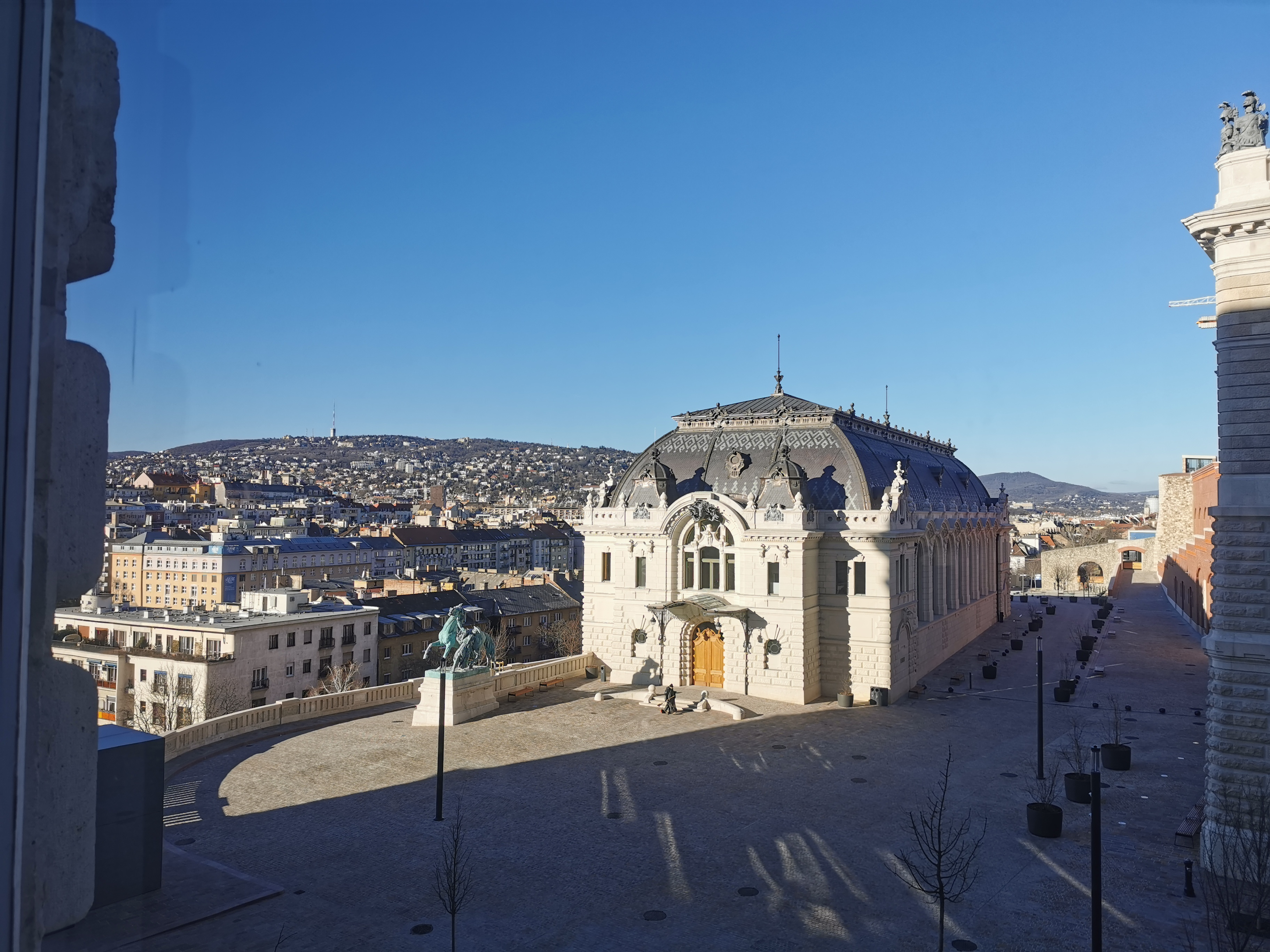
De Koninklijke Manege met een deel van Boeda en de Boeda-heuvels op de achtergrond